# Expedice 59
Expedice 59 byla devětapadesátou expedicí na Mezinárodní vesmírné stanici (ISS). Byla šestičlenná, tři členové přešli z Expedice 58, zbývající trojice na ISS přiletěla v Sojuzu MS-12. Začala v březnu 2019 a skončila v červnu 2019. 
Sojuz MS-11 a Sojuz MS-12 expedici sloužily jako záchranné lodě.

## Posádka
| Posádka         | březen–červen 2019            |
| --------------- | ----------------------------- |
| Velitel         | Oleg Kononěnko (4), Roskosmos |
| Palubní inženýr | Anne McClainová (1), NASA     |
| Palubní inženýr | David Saint-Jacques (1), CSA  |
| Palubní inženýr | Alexej Ovčinin (3), Roskosmos |
| Palubní inženýr | Nick Hague (2), NASA          |
| Palubní inženýr | Christina Kochová (1), NASA   |

V závorkách je uveden dosavadní počet letů do vesmíru včetně této mise.